# 舍默里希
舍默里希是德国莱茵兰-普法尔茨州的一个市镇。总面积2.46平方公里，总人口125人，其中男性55人，女性70人（2011年12月31日），人口密度51人/平方公里。